# Sexdating
Sexdating is een Engelse term die ook in het Nederlands gangbaar is en verwijst naar het maken van afspraken met een ander persoon met als hoofddoel seksueel contact. De essentie van sexdating is dat er seksuele handelingen plaatsvinden tijdens de afspraak. Het verschil met prostitutie is dat sexdating op vrijwillige basis gebeurt en er geen betaling plaatsvindt.
Sexdating is onder meer populair geworden door de opkomst van het min of meer anonieme internet, wat ook het gemak van andere sexdaters vergrootte, waardoor makkelijk afspraakjes gemaakt konden worden. Tegenwoordig is sexdating zeer populair dat er wel duizenden vrijgezelle mannen als vrouwen die geen relatie willen aangaan maar wel geslachtsgemeenschap willen.
Het taboe op sexdating is met name onder vrouwen nog groot, hierom worden op internet vaak foto's gebruikt waarop de persoon onherkenbaar is en vaak alleen de geslachtsdelen zichtbaar zijn.

## Swinging
Swinging is een relatief nieuw begrip en is waarschijnlijk ontstaan als gevolg van de seksuele revolutie van de laatste decennia, en de aanzwelling van seksuele activiteit als gevolg van de opkomst van safe sex.
Swingers zijn personen die met elkaar afspreken om seksueel contact te hebben. 'Swinging' is een niet-monogame seksuele activiteit die over het algemeen als stel wordt ervaren. In tegenstelling tot mensen die aan sexdating doen is het hebben van niet-monogame seksuele contacten voor swingers een ware levensstijl. Swinging wordt ook wel aangeduid met de term partnerruil, alhoewel dit niet altijd geheel correct is. Er zijn ook veel stellen die af en toe een man of vrouw bij de seks willen betrekken.
Het leggen van contacten gebeurt voornamelijk via parenclubs en via internetsites. 
Tegenwoordig bestaan er veel datingsites speciaal gericht op sexdating en swingers. Het voordeel hiervan is dat het risico op herkenning van buitenstaanders klein is en het gemakkelijk contact leggen is. 
Het nadeel daarvan is dat er zich veel oplichters tussen die datingsites bevinden, waarbij de getoonde foto's van andere internetsites zijn geplukt en de oproepjes geschreven worden door mensen die daarvoor betaald krijgen en niet de bedoeling hebben om daadwerkelijk (seksueel) contact te hebben. Een advertentie waarin een dame zichzelf aanbiedt voor een sexdate wordt ook wel een profieltje genoemd en zulke profielen worden op internet verkocht aan aanbieders van telefoonsekslijnen.